# José Gobello
José Gobello (Martínez, 26 de septiembre de 1919 - Ramos Mejía, 28 de octubre de 2013) fue un escritor, poeta y ensayista argentino, especialmente sobre el lunfardo. Fue fundador, miembro y presidente de la Academia Porteña del Lunfardo.

## Biografía
Nacido en una familia pobre de inmigrantes italianos, completó sus estudios secundarios cuando ya era adulto. Adhirió al peronismo y fue elegido diputado nacional en 1951, en representación de la rama sindical. 
Cuando se produjo el golpe de Estado militar de 1955 que derrocó al gobierno de Juan Domingo Perón, fue encarcelado y mantenido preso durante dos años. En la cárcel escribió su segundo libro, Historias con ladrones, y el poema «El presidente duerme». Desde entonces se dedicó al periodismo (revista Aquí está), y a la investigación del tango y el lunfardo, promoviendo y logrando fundar la Academia Porteña del Lunfardo, junto a León Benarós y Luis Soler Cañas en 1962.

## Obra
- Lunfardía, 1953.
- Historias con ladrones, 1956
- Breve diccionario lunfardo, 1960, en colaboración con Luciano Payet
- Primera antología lunfarda, 1961, en colaboración con Luis Soler Cañas
- Las letras del tango, de Villoldo a Borges, 1966, en colaboración con Eduardo Stilman
- Nueva antología lunfarda, 1972
- Palabras perdidas, 1973
- El lenguaje de mi pueblo, 1974
- Diccionario lunfardo, 1975
- Conversando tangos, 1976
- Etimologías, 1978.
- Tangos, letras y letristas, 1979, en colaboración con Jorge Bossio
- Nuevo diccionario lunfardo, 1990
- Tangos, letras y letristas, II, 1992
- Tangos, letras y letristas, III, 1993
- Tangos, letras y letristas, IV, 1994
- Tangos, letras y letristas, V, 1995
- Tangos, letras y letristas, VI (diccionario de tangos), 1996
- Aproximación al lunfardo, 1996
- Vocabulario ideológico del lunfardo, 1998, en colaboración con Irene Amuchástegui
- Breve historia crítica del tango, 1999
- Tangueces y Lunfardismos del rock argentino, 2001, en colaboración con Marcelo Oliveri
- Mujeres y hombres que hicieron el tango, 2002
- Los ángeles afeitados y otros poemas, 2002
- Ascasubi lexicógrafo, 2003
- Diccionario gauchesco, 2003
- Paratangos, 2004
- Novísimo diccionario lunfardo, 2004, en colaboración con Marcelo Oliveri
- Curso básico de lunfardo, 2004, en colaboración con Marcelo Héctor Oliveri
- Costumbrismo lunfardo, 2004
- Blanqueo etimológico del lunfardo, 2005
- Letras de tango. Selección (1897-1981), 2007
- Diccionario del habla de Buenos Aires, 2006, en colaboración con Marcelo Héctor Oliveri
- ¿Cómo era Gardel?, 2009, en colaboración con Marcelo Héctor Oliveri
- Poesía lunfarda, del burdel al Parnaso. Antología, 2010
- Historia de la Academia Porteña del Lunfardo, 2011, en colaboración con Otilia Da Veiga